# فلورين كيتسو
فلورين كيتسو (مواليد 1 أبريل 1972) هو سياسي روماني شغل منصب رئيس وزراء رومانيا من 23 ديسمبر 2020 إلى 25 نوفمبر 2021.